# 2057 Rosemary
2057 Rosemary (1934 RQ) là một tiểu hành tinh vành đai chính được phát hiện ngày 7 tháng 9 năm 1934 bởi K. Reinmuth ở Heidelberg.